# 佛罗伦萨圣弥额尔教堂

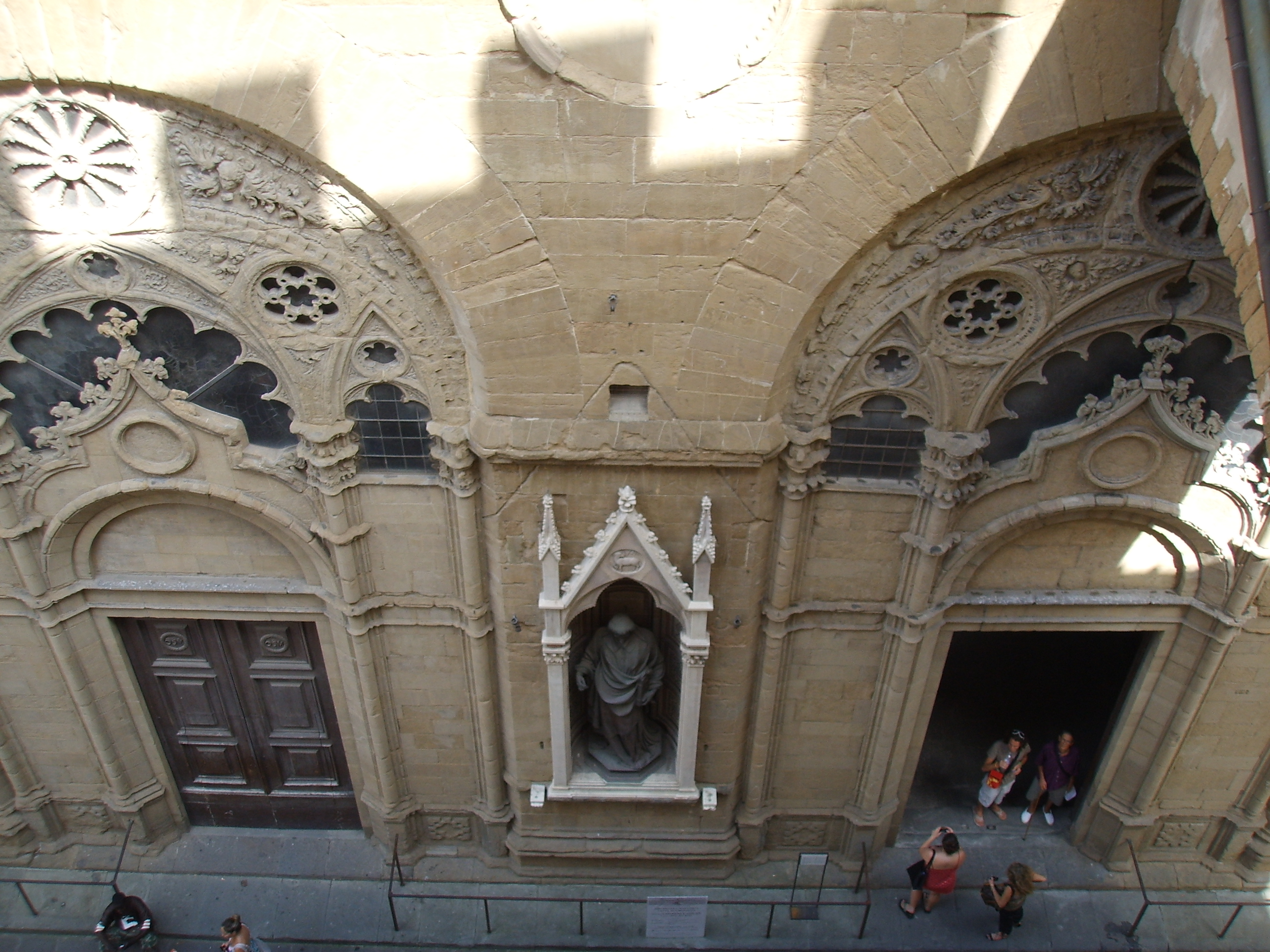
大门

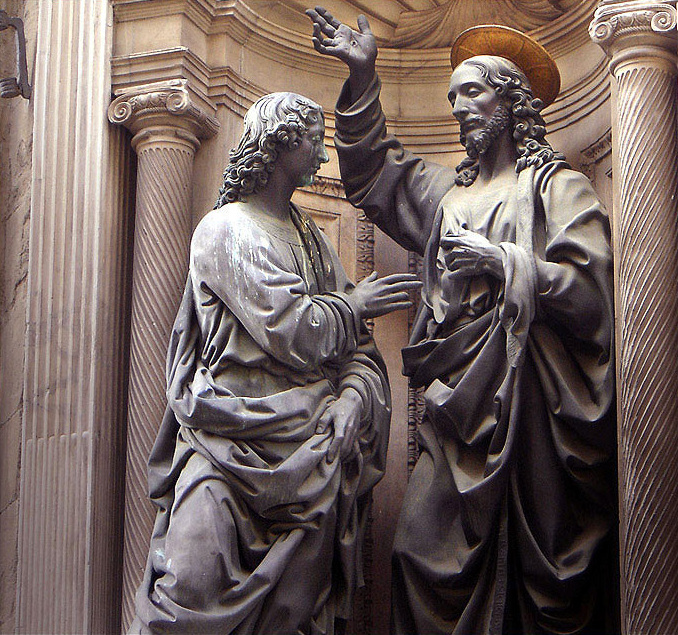
基督与多马

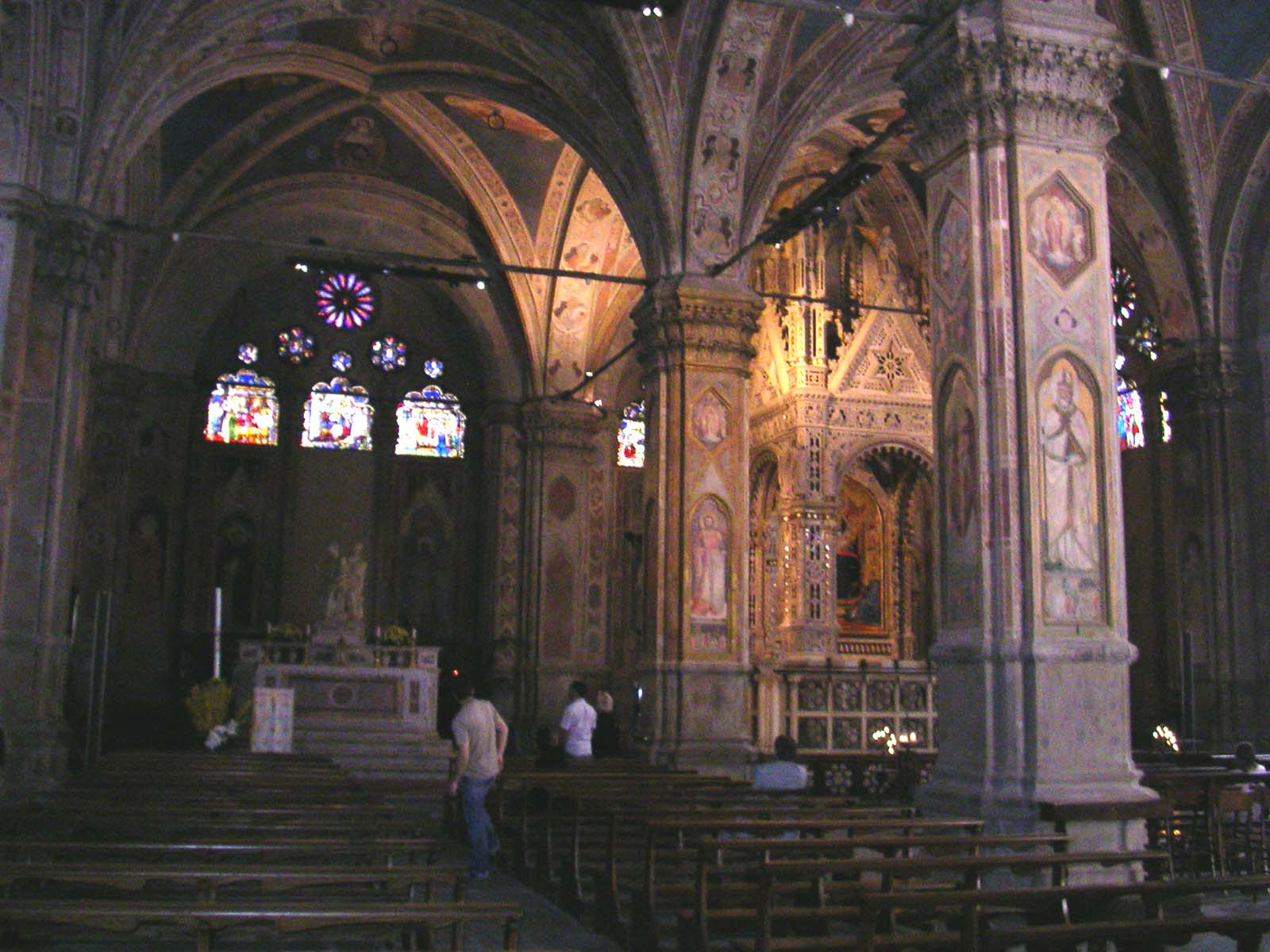
内部

佛罗伦萨圣弥额尔教堂（意大利语：Orsanmichele，或圣弥额尔菜园，源自意大利语托斯卡纳方言词汇orto的缩写）是意大利城市佛罗伦萨的一座教堂。该教堂的地基原是圣弥额尔修道院的菜园。 
该教堂位于佛罗伦萨的Calzaiuoli路，最初是一个谷物市场，建于1337年。从1380年到1404年，改建为佛罗伦萨各大行会的教堂。这座正方形建筑的第一层是13世纪的拱门，最初用作谷物市场的凉廊。第二层用作办公室，而第三层用作该市的谷仓之一，用以抵御饥荒和围城。后来在14世纪，各个行会分别负责捐建各自主保圣人的雕像，来修饰教堂的正面。今天，这些雕塑已经换为复制品，原作转移到博物馆。
教堂正面外部设计了14个壁龛，安放着15世纪的杰作：
- 童贞女与婴孩（1399） ，西蒙·费鲁奇（Simone di Ferrucci） - 医生和药剂师捐建
- 四圣徒（Quattro Santi Coronati，1408），南尼·班可（Nanni di Banco）[2][3] - 木匠和石匠捐建
- 路加 （1405-10） ，詹博洛尼亚（Giambologna）[4] - 官员和公证人捐建
- 马可（1411），多纳泰罗（Donatello）[5][6] - 亚麻织布工捐建
- 圣菲利普 （St. Philip, 1412-14），Nanni di Banco[7][8] - 鞋匠捐建
- 图卢兹的圣路易（1413），多纳泰罗（Donatello）[9]，更换为基督与多马（1467-83），Andrea del Verrocchio[10][11] - 批发商捐建
- 圣埃利吉乌斯（St. Eligius，1411-15)，南尼·班可（Nanni di Banco） - 蹄铁匠捐建
- 雅各，可能出自兰博提（Lamberti）之手 - 毛皮商捐建
- 伯多禄（彼得，1415） ，Ciuffagni - 屠夫捐建
- 施洗约翰（1414-16），洛伦兹·吉布提（Lorenzo Ghiberti）[12] - 羊毛商人捐建
- 圣乔治（1416），多纳泰罗（Donatello0[13][14] - 兵器制造者捐建
- 马太 （1419-20） ，洛伦兹·吉布提（Lorenzo Ghiberti）[15][16] - 银行家捐建
- 司提反（1428），洛伦兹·吉布提（Lorenzo Ghiberti）[17] - 羊毛纺织商捐建
- 传福音者约翰，巴乔·蒙特卢波（Baccio da Montelupo） - 丝绸商人捐建

其中3个最富裕的行会选择较昂贵的铜像，其花费大约十倍于石像。